# Доманьовиці
Доманьовиці (пол. Domaniowice) — село в Польщі, у гміні Жуковиці Ґлоґовського повіту Нижньосілезького воєводства.
Населення — 100 осіб (2011).
У 1975-1998 роках село належало до Легницького воєводства.

## Демографія
Демографічна структура станом на 31 березня 2011 року:
|          | Загалом | Допрацездатний вік | Працездатний вік | Постпрацездатний вік |
| -------- | ------- | ------------------ | ---------------- | -------------------- |
| Чоловіки | 53      | 11                 | 36               | 6                    |
| Жінки    | 47      | 7                  | 29               | 11                   |
| Разом    | 100     | 18                 | 65               | 17                   |